# 德南 (北部省)
德南（法語：Denain，法語發音：[dənɛ̃]），法国北部城市，上法兰西大区诺尔省的一个市镇，隶属于瓦朗谢讷区，其市镇面积为11.52平方公里，2022年1月1日时人口数量为20,622人，在法国城市中排名第469位。
德南位于诺尔省东部，塞勒河与斯海尔德河交汇处北侧，是一个区域性的中心城市，通过有轨电车连接瓦朗谢讷市区。德南因同名战役及当地近现代的钢铁煤炭工业而闻名。

## 地名来源
根据当地官方网站的论述，“Denain”一名最初以“Donnum”的形式被记载。该名称的来源及含义尚有待考证。

## 历史

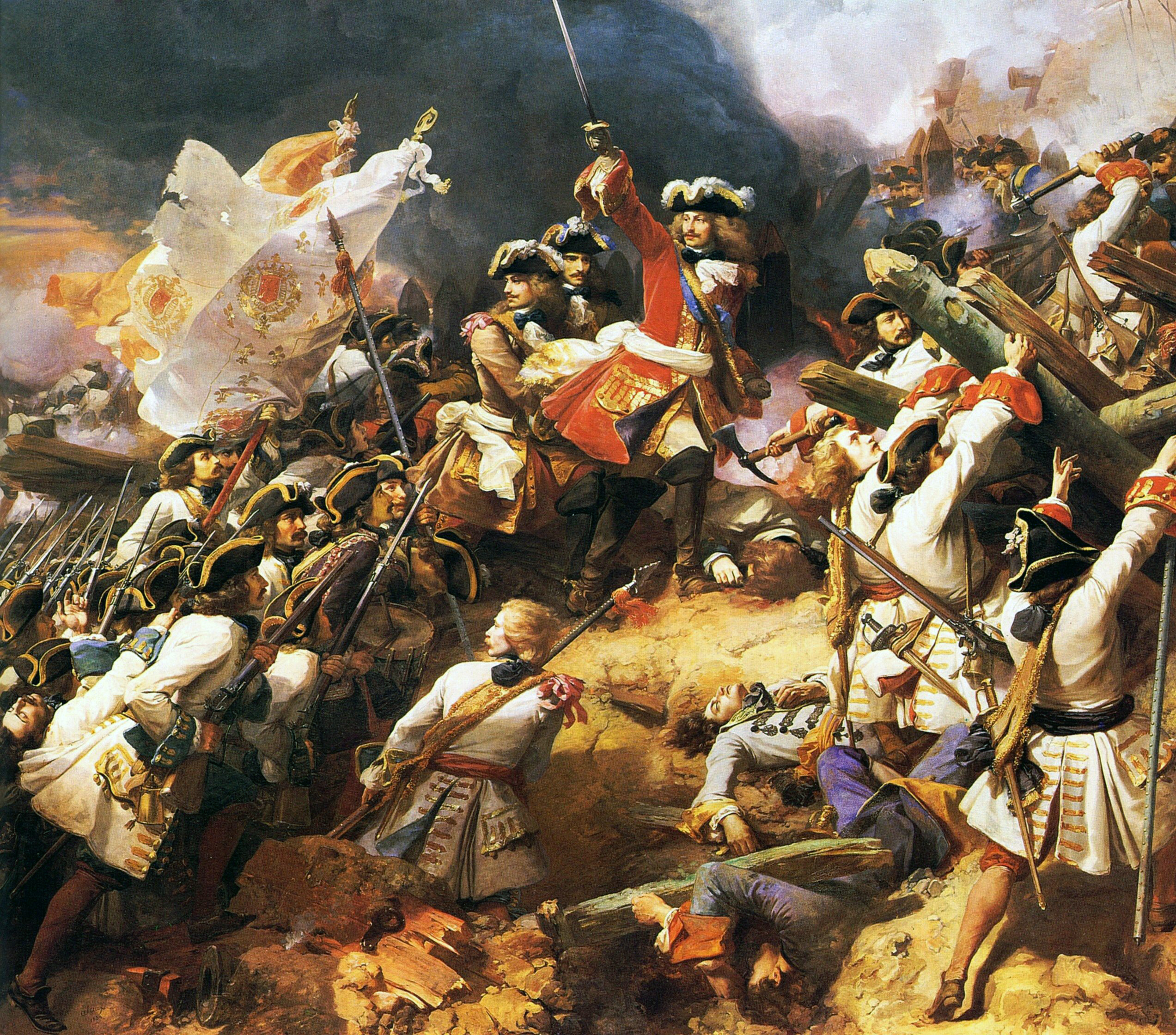
德南战役（绘画）

德南的早期历史尚不清楚。根据当地官方网站的论述，公元8世纪时，塞勒河与斯海尔德河交汇处附近兴建了一座以圣朗弗鲁瓦命名的修道院，其附近自公元11世纪起逐渐形成聚落。17世纪西班牙王位继承战争期间，德南曾遭受重创。法兰西元帅克洛德·路易·埃克托尔·德·维拉尔在1712年7月24日的德南战役中击败了欧根亲王，由此收复了此前被荷兰-神圣罗马帝国联军占领的区域。法国大革命后，德南成为北部省的一个市镇。工业革命期间，德南境内发现煤炭资源，当地在1828至1853年间相继建成了十五处矿井，德南钢厂于1839年建成投产。得益于工业的发展，德南的居民数量快速增加，当地出现了多处矿工居民区。连接德南的铁路及传统有轨电车线路于19世纪末相继建成。1886年，德南成为同名县的县治。第一次世界大战期间，德南曾长期被乌兰控制。1948年，德南钢厂被并入Usinor，后者曾于1962年创下了年钢产量200万吨的记录。德南自20世纪70年代起，受到能源危机等因素的影响，德南及其所在的北部-加来海峡矿区出现经济危机，大批煤矿关闭，其中Usinor曾于1978年12月一次性解雇了1,2万名矿工，后于1988年彻底宣告破产。

## 地理

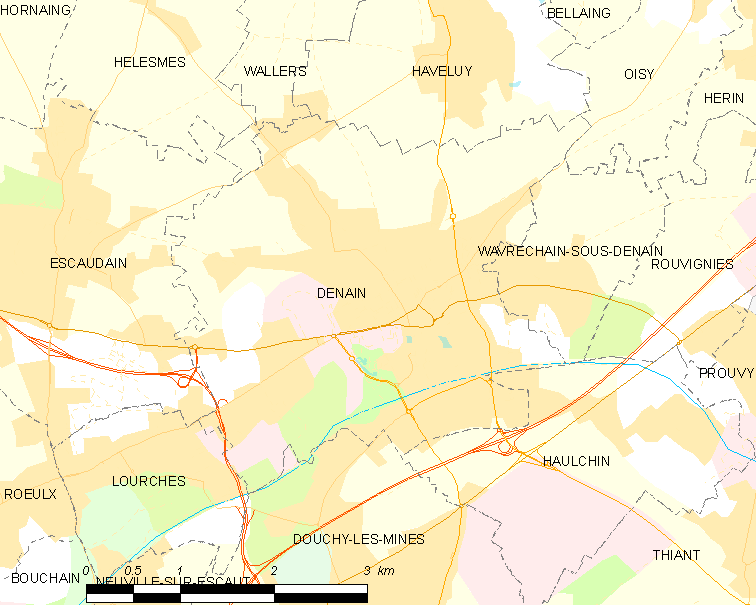
德南市镇范围地图

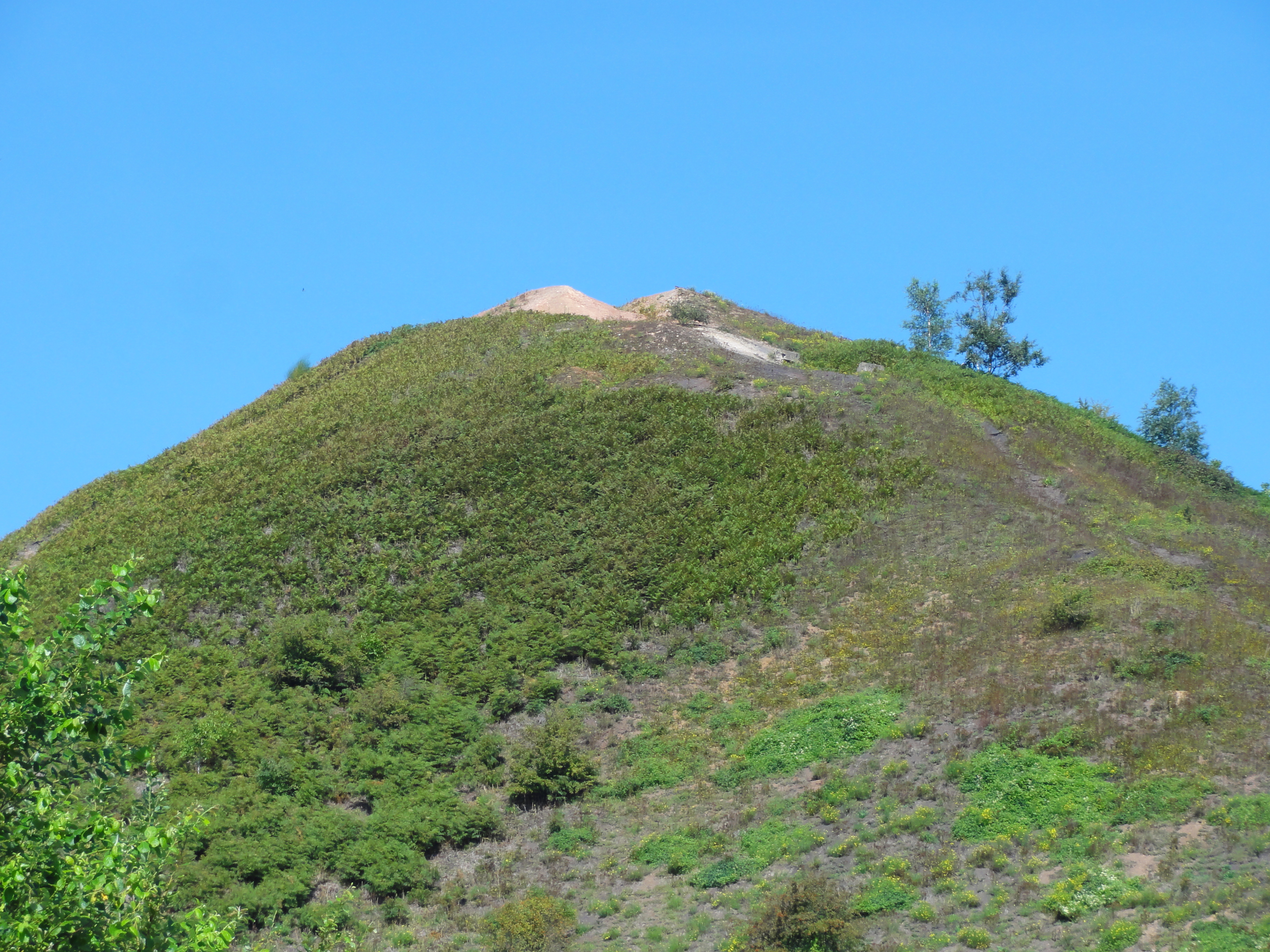
勒纳尔尾矿山

德南位于法国北部，上法兰西大区北部和诺尔省东部，距离省会里尔大约50公里。与德南接壤的市镇包括：埃科丹、瓦莱尔斯、阿沃吕、瓦西、卢尔什、瓦夫勒尚苏德南、欧尔尚和杜希莱米讷。

### 地形
德南位于北部-加来海峡平原腹地，境内以平原为主，市镇中心地势平坦，市区西侧的勒纳尔尾矿山（Terril Renard）是一处煤矿开采活动遗留形成的山体，全境海拔在26到115米之间。

### 水文
斯海尔德河自西南向东北流经德南市区南部，该河于19世纪时被人工渠化改造，现仍有通航功能；塞勒河自南向北在市区南部注入斯海尔德河流域范围内；此外还有一条人工水道连通斯海尔德河和德南镇中心。

### 植被
德南属于温带阔叶混交林区，林地多分布于河流附近，市区南部的埃米尔·左拉公园（Parc Émile Zola）是当地主要的城市绿地。
在鲜花城市的评比中，德南被评为1星级鲜花城市。

### 气候
德南在柯本气候分类法中属于带有一定大陆性特征的温带海洋性气候（Cfb）。
距离德南最近的常年气象站位于瓦朗谢讷境内，以下为该气象站的数据（其中日照数据取自里尔机场）：
| 瓦朗谢讷 1981年－2019年 | 瓦朗谢讷 1981年－2019年 | 瓦朗谢讷 1981年－2019年 | 瓦朗谢讷 1981年－2019年 | 瓦朗谢讷 1981年－2019年 | 瓦朗谢讷 1981年－2019年 | 瓦朗谢讷 1981年－2019年 | 瓦朗谢讷 1981年－2019年 | 瓦朗谢讷 1981年－2019年 | 瓦朗谢讷 1981年－2019年 | 瓦朗谢讷 1981年－2019年 | 瓦朗谢讷 1981年－2019年 | 瓦朗谢讷 1981年－2019年 | 瓦朗谢讷 1981年－2019年 |
| 月份                    | 1月                     | 2月                     | 3月                     | 4月                     | 5月                     | 6月                     | 7月                     | 8月                     | 9月                     | 10月                    | 11月                    | 12月                    | 全年                    |
| ----------------------- | ----------------------- | ----------------------- | ----------------------- | ----------------------- | ----------------------- | ----------------------- | ----------------------- | ----------------------- | ----------------------- | ----------------------- | ----------------------- | ----------------------- | ----------------------- |
| 历史最高温 °C（°F）     | 15.3 (59.5)             | 18.3 (64.9)             | 21.8 (71.2)             | 28 (82)                 | 31.2 (88.2)             | 35 (95)                 | 36.5 (97.7)             | 37.2 (99.0)             | 32.8 (91.0)             | 28.6 (83.5)             | 21.8 (71.2)             | 16 (61)                 | 37.2 (99.0)             |
| 平均高温 °C（°F）       | 6.4 (43.5)              | 7.6 (45.7)              | 11.2 (52.2)             | 14.6 (58.3)             | 18.8 (65.8)             | 21.4 (70.5)             | 23.7 (74.7)             | 23.9 (75.0)             | 20 (68)                 | 15.4 (59.7)             | 9.8 (49.6)              | 6.3 (43.3)              | 14.9 (58.8)             |
| 日均气温 °C（°F）       | 3.9 (39.0)              | 4.6 (40.3)              | 7.3 (45.1)              | 9.8 (49.6)              | 13.6 (56.5)             | 16.2 (61.2)             | 18.5 (65.3)             | 18.5 (65.3)             | 15.4 (59.7)             | 11.7 (53.1)             | 7 (45)                  | 4 (39)                  | 10.9 (51.6)             |
| 平均低温 °C（°F）       | 1.4 (34.5)              | 1.6 (34.9)              | 3.5 (38.3)              | 5 (41)                  | 8.5 (47.3)              | 11 (52)                 | 13.4 (56.1)             | 13.2 (55.8)             | 10.8 (51.4)             | 7.9 (46.2)              | 4.1 (39.4)              | 1.6 (34.9)              | 6.8 (44.2)              |
| 历史最低温 °C（°F）     | −14.9 (5.2)             | −13.3 (8.1)             | −11.9 (10.6)            | −4.9 (23.2)             | −0.9 (30.4)             | 1.1 (34.0)              | 5 (41)                  | 5.6 (42.1)              | −0.4 (31.3)             | −6.2 (20.8)             | −10.1 (13.8)            | −11.6 (11.1)            | −14.9 (5.2)             |
| 平均降水量 mm（）       | 52.5 (2.07)             | 49.8 (1.96)             | 54.5 (2.15)             | 46.3 (1.82)             | 56.3 (2.22)             | 61 (2.4)                | 73.4 (2.89)             | 68.4 (2.69)             | 53.3 (2.10)             | 62.6 (2.46)             | 66.1 (2.60)             | 63.8 (2.51)             | 708 (27.9)              |
| 月均日照時數            | 65.5                    | 70.7                    | 121.1                   | 172.2                   | 193.9                   | 206                     | 211.3                   | 199.5                   | 151.9                   | 114.4                   | 61.4                    | 49.6                    | 1,617.5                 |
| 来源：infoclimat.fr     |                         |                         |                         |                         |                         |                         |                         |                         |                         |                         |                         |                         |                         |

## 行政区划
德南的市镇编号为59172，邮政编号为59220。
在行政管理方面，德南隶属于法国上法兰西大区诺尔省瓦朗谢讷区；在地方选举方面，德南是德南县的中央投票站所在地，其市镇范围全境被划入诺尔省第十九选区；在社会管理方面，德南是拉波尔特迪埃诺城市圈公共社区的组成部分。
德南市镇范围内的中心（Centre）和甘必大（Gambetta）两个街区为城市政策优先街区。
法国国家统计与经济研究所（简称）在进行数据统计时，将德南及相邻的另外55个市镇设为瓦朗谢讷城市核心区，并将包括核心区在内的周边共90个市镇划为瓦朗谢讷城市区。自2020年起，瓦朗谢讷城市区被包含102个市镇的瓦朗谢讷城市辐射区代替。此外，还将德南市镇分为了六个“块区”（IRIS），以便于统计人口分布情况。

## 交通

### 公路
A2高速公路经过德南市区南部，A21高速公路经过德南市区西部，此外还有北部省省道D40线、D240线、D440线和D645线在德南境内交汇。诺尔省城际客运811线和824线经过德南，可前往阿尼什和阿韦讷勒塞克。
| 18 | 2.7 |

| 31 | 2.3 |

| 里尔 | 49 |

| 杜埃 | 28 |

| 瓦朗谢讷 | 15 |

| 马尔利 | 16 |

| 康布雷 | 28 |

| 圣阿芒莱索 | 16 |

2020年，57%的德南家庭拥有至少一辆私人汽车。2019年，德南境内共发生各类交通事故3起，造成4人受伤，其中3人重伤。

### 铁路

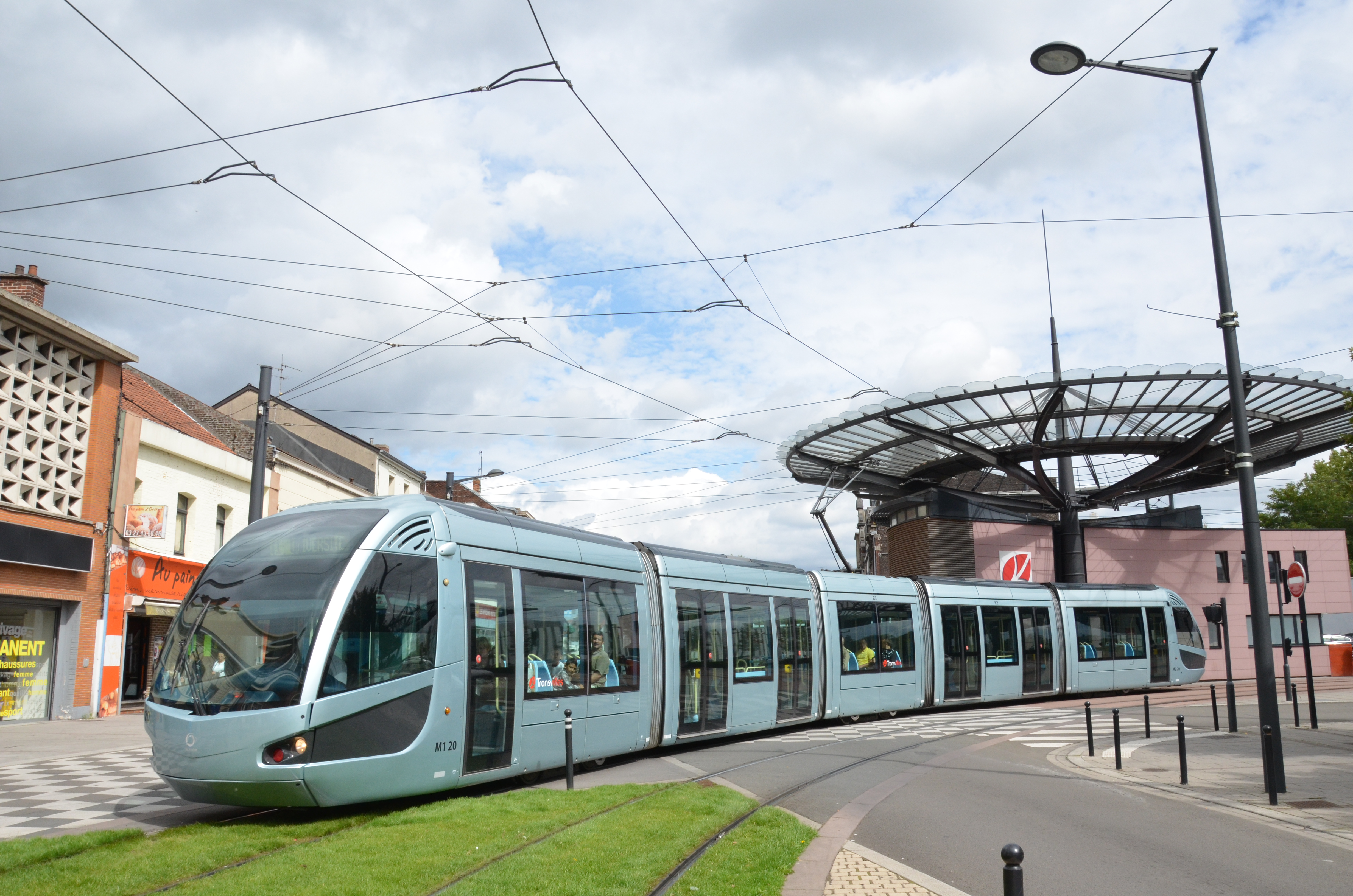
途经德南的瓦朗谢讷有轨电车

德南位于卢尔什—瓦朗谢讷铁路上。德南站位于市区北部，停靠往返于瓦朗谢讷和康布雷一线的区域列车。

### 航空
距离德南最近的民用航空站为44公里外的里尔机场。

### 城市公共交通
德南是瓦朗谢讷城市公共交通（商业名称为）的服务范围。截至2023年11月，该系统共包括两条有轨电车线路和数十条公交线路，其中有轨电车T1线、公交4路、30路、101路、104路、106路、107路、111路、IGO1线和VLX线经过德南市区。

## 政治

### 市政内阁

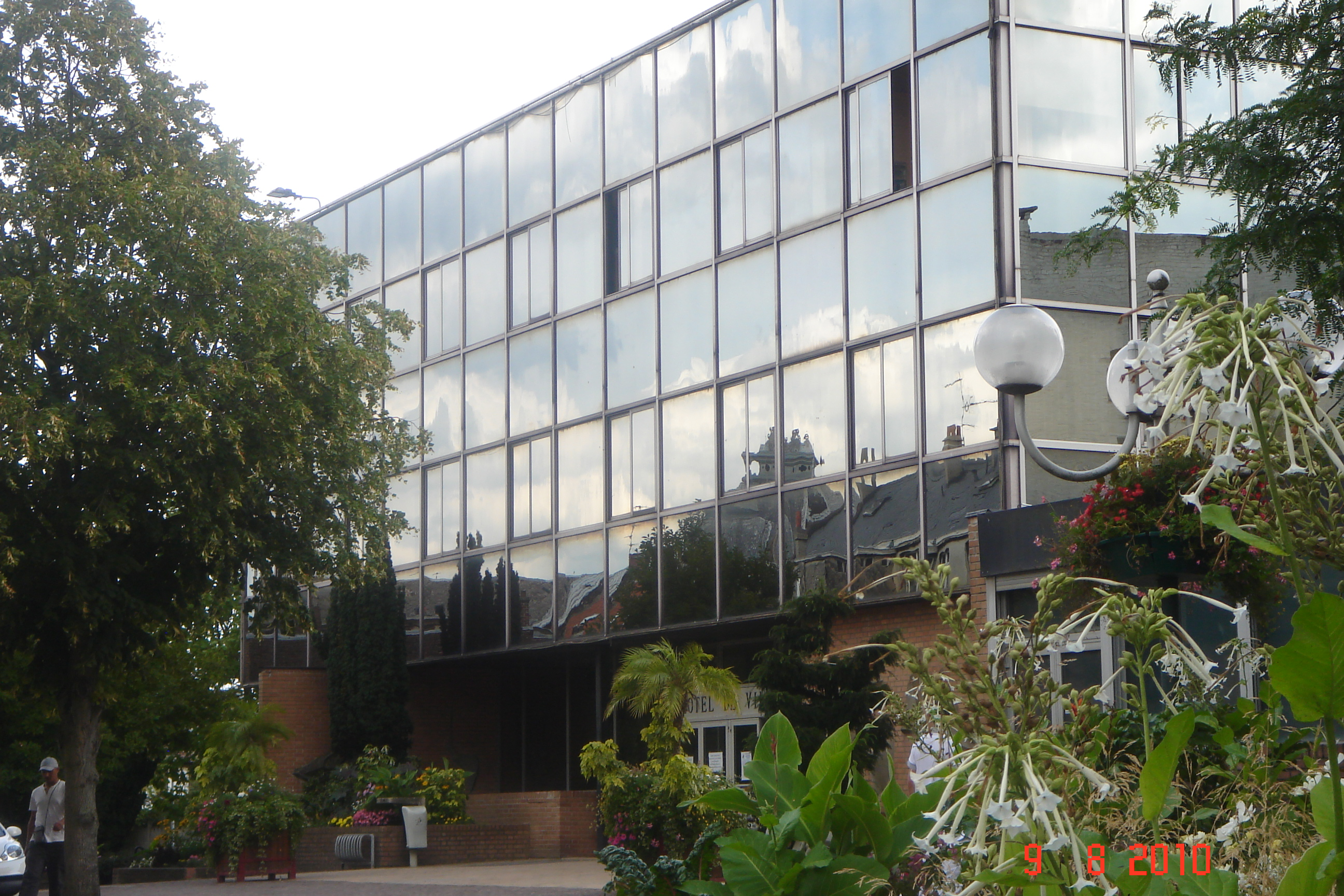
德南市政厅

德南的现任市长为安娜-莉丝·迪富尔-托尼尼女士，她是左翼联盟的一名成员，在2020年的市政选举中获得了57.10%的支持率。
| 德南历届市长   | 德南历届市长                                    | 德南历届市长                   |
| 任期           | 市长                                            | 党派                           |
| -------------- | ----------------------------------------------- | ------------------------------ |
| 1945年－1947年 | Henri FIÉVEZ 亨利·菲耶韦兹                      | PCF法国共产党                  |
| 1947年－1971年 | Fernand DUCHÂTEAU 费尔南·迪沙托                 | SFIO工人国际法国支部 →PS社会党 |
| 1971年－1977年 | Paul MONTUELLE 保罗·蒙蒂埃勒                    | PS社会党                       |
| 1977年－1983年 | Henri FIÉVEZ 亨利·菲耶韦兹                      | PCF法国共产党                  |
| 1983年－2001年 | Arthur BRABANT 阿蒂尔·布拉班                    | PCF法国共产党                  |
| 2001年－2008年 | Patrick LEROY 帕特里克·勒鲁瓦                   | PCF法国共产党                  |
| 2008年－2011年 | Patrick ROY 帕特里克·鲁瓦                       | PS社会党                       |
| 2011年－       | Anne-Lise DUFOUR-TONINI 安娜-莉丝·迪富尔-托尼尼 | PS社会党 →UG左翼联盟           |

### 各级选举
| 德南历届投票选举结果 | 德南历届投票选举结果 | 德南历届投票选举结果 | 德南历届投票选举结果        | 德南历届投票选举结果        | 德南历届投票选举结果 | 德南历届投票选举结果                   | 德南历届投票选举结果                   | 德南历届投票选举结果 | 德南历届投票选举结果 |
| 选举项目             | 选举范围             | 选区单位             | 选区单位内的选举结果        | 选区单位内的选举结果        | 选区单位内的选举结果 | 选区单位内的选举结果                   | 选区单位内的选举结果                   | 选区单位内的选举结果 | 参考资料             |
| 选举项目             | 选举范围             | 选区单位             | 第一轮胜出者                | 第一轮胜出者                | 支持率               | 第二轮胜出者                           | 第二轮胜出者                           | 支持率               | 参考资料             |
| -------------------- | -------------------- | -------------------- | --------------------------- | --------------------------- | -------------------- | -------------------------------------- | -------------------------------------- | -------------------- | -------------------- |
| 2017年法國總統選舉   | 法國                 | 市镇                 |                             | 玛丽娜·勒庞                 | 40.03%               |                                        | 玛丽娜·勒庞                            | 57.46%               | [ 25 ]               |
| 2017年法国立法选举   | 诺尔省第十九选区     | 市镇                 |                             | 安娜-莉丝·迪富尔-托尼尼     | 35.14%               |                                        | 塞巴斯蒂安·舍尼                        | 57.48%               | [ 25 ]               |
| 2019年欧洲议会选举   | 法國                 | 市镇                 |                             | 若尔丹·巴尔代拉             | 44.35%               | （不适用）                             | （不适用）                             | （不适用）           | [ 27 ]               |
| 2021年法国省级选举   |                      | 县                   |                             | 雷吉娜·安德里 若舒阿·奥沙尔 | 42.03%               |                                        | 伊莎贝尔·德尼宗·扎维贾 米歇尔·勒斐弗尔 | 54.02%               | [ 28 ]               |
| 2021年法国省级选举   | 市镇                 |                      | 雷吉娜·安德里 若舒阿·奥沙尔 | 44.08%                      |                      | 伊莎贝尔·德尼宗·扎维贾 米歇尔·勒斐弗尔 | 54.6%                                  |                      | [ 28 ]               |
| 2021年法国大区选举   | 上法蘭西大區         | 市镇                 |                             | 塞巴斯蒂安·舍尼             | 44.38%               |                                        | 塞巴斯蒂安·舍尼                        | 43.96%               | [ 29 ]               |
| 2022年法国总统选举   | 法國                 | 市镇                 |                             | 玛丽娜·勒庞                 | 41.67%               |                                        | 玛丽娜·勒庞                            | 60.58%               | [ 25 ]               |
| 2022年法国立法选举   | 诺尔省第十九选区     | 市镇                 |                             | 塞巴斯蒂安·舍尼             | 43.8%                |                                        | 塞巴斯蒂安·舍尼                        | 56.26%               | [ 25 ]               |

## 人口
2020年，德南市镇人口数量为20,415，在法国排名第469位。其中男性9,840人，女性10,575人，75岁及以上人口占5.4%，人口密度为1,772人/平方公里，当地居民被称为（男性）或（女性）。2021年，德南境内出生320人，死亡人口232人。
| 德南1901年－2020年人口变化情况 |
|                                |
| 数据来源：Cassini、INSEE       |

## 经济

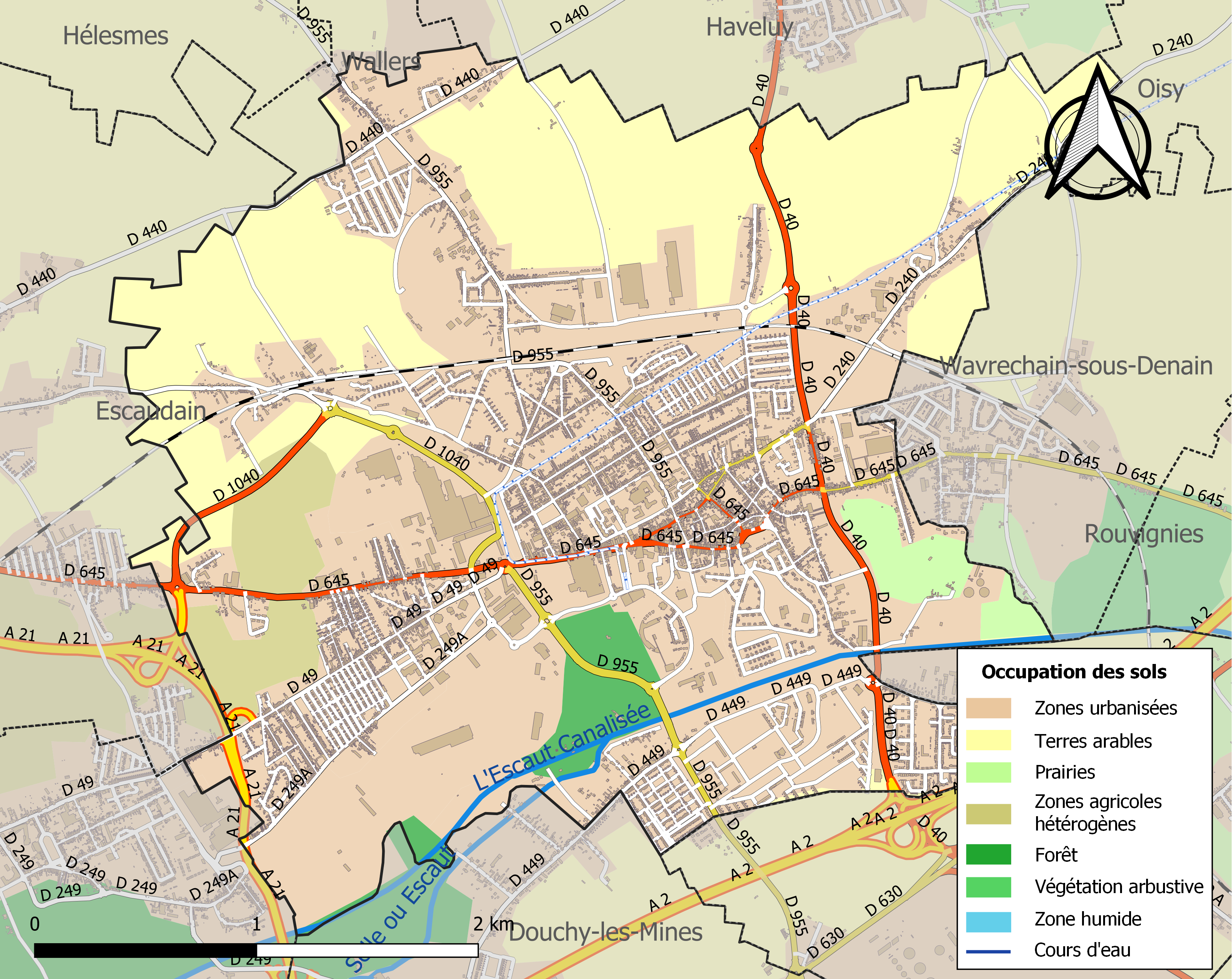
德南土地利用情况地图

德南是一个区域性的中心城市。截至2023年11月，德南市镇范围内共有各类用人单位（包含自雇）2,469家，平均历史为13年，其中96.9%为中小型企业（PME），2023年9月至11月间，当地的经济活力指数为0.08%。（采购）、（建筑工程）及（家居）是当地2021年营业额最高的三个企业，分别为53,631,297欧元、13,222,968欧元和8,551,444欧元。

## 财政与居民收入
2021年，德南的财政收入总额为29,518,000欧元，财政支出总额为21,804,300欧元，当年的债务总额为17,082,600欧元。2021年，德南市镇通过增值税获得1,784,590欧元的收入，此外当地还共获得了516,200欧元的国家直接财政补助。
2019年，德南的人均月收入总额为1,813欧元，其中高级职员为3,133欧元，低于法国平均水平（4,230欧元）；中级职员为2,167欧元，低于法国平均水平（2,411欧元）；普通职员为1,554欧元，亦低于法国平均水平（1,740欧元）。
2020年，德南境内的贫困率为41%，青壮年（15至64岁）失业率为33.6%；2022年，当地17.2%的家庭拥有纳税资格，平均纳税1,563欧元，低于法国平均水平（4,393欧元）。

## 社会事务

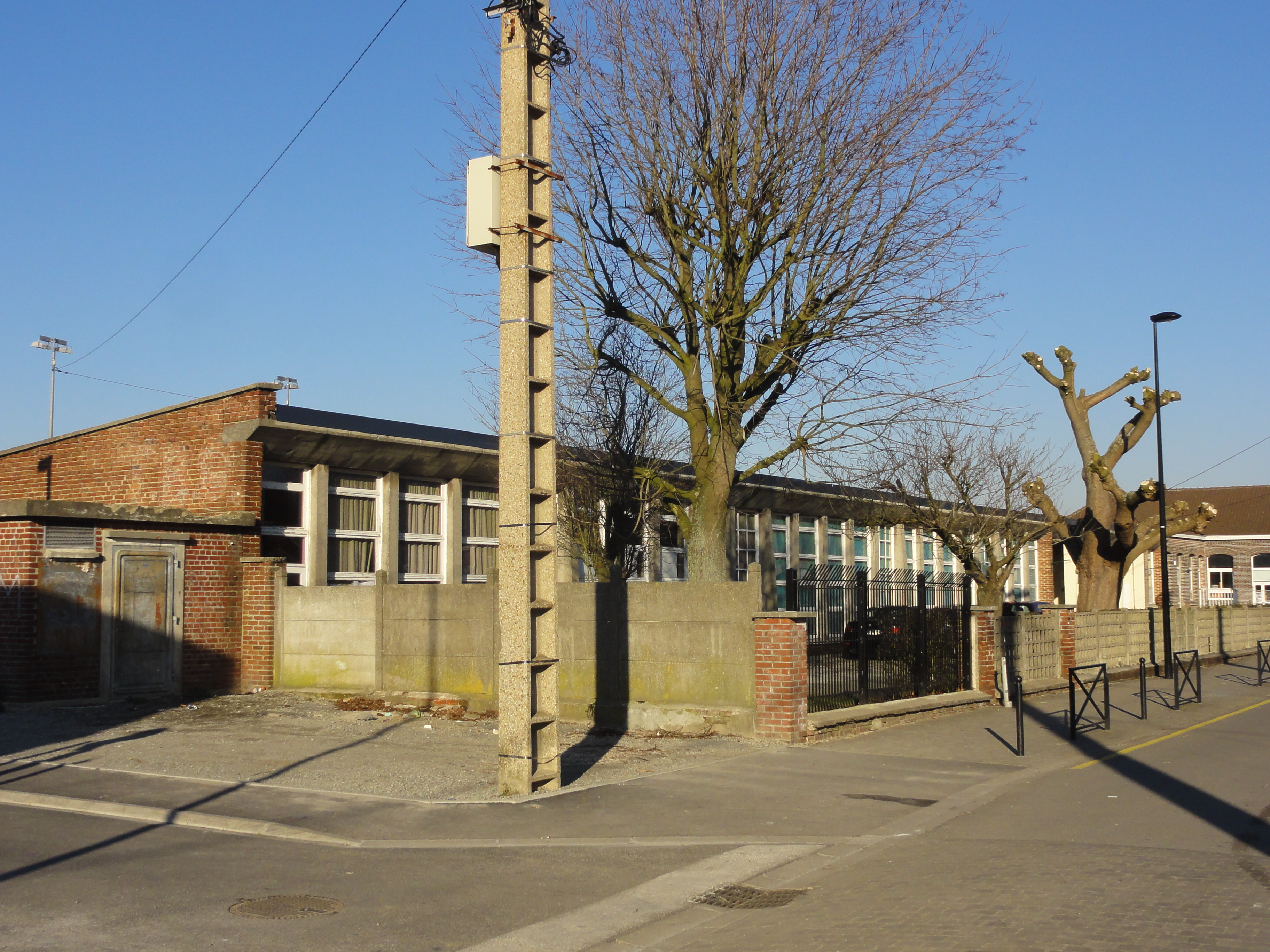
德南的一所学校

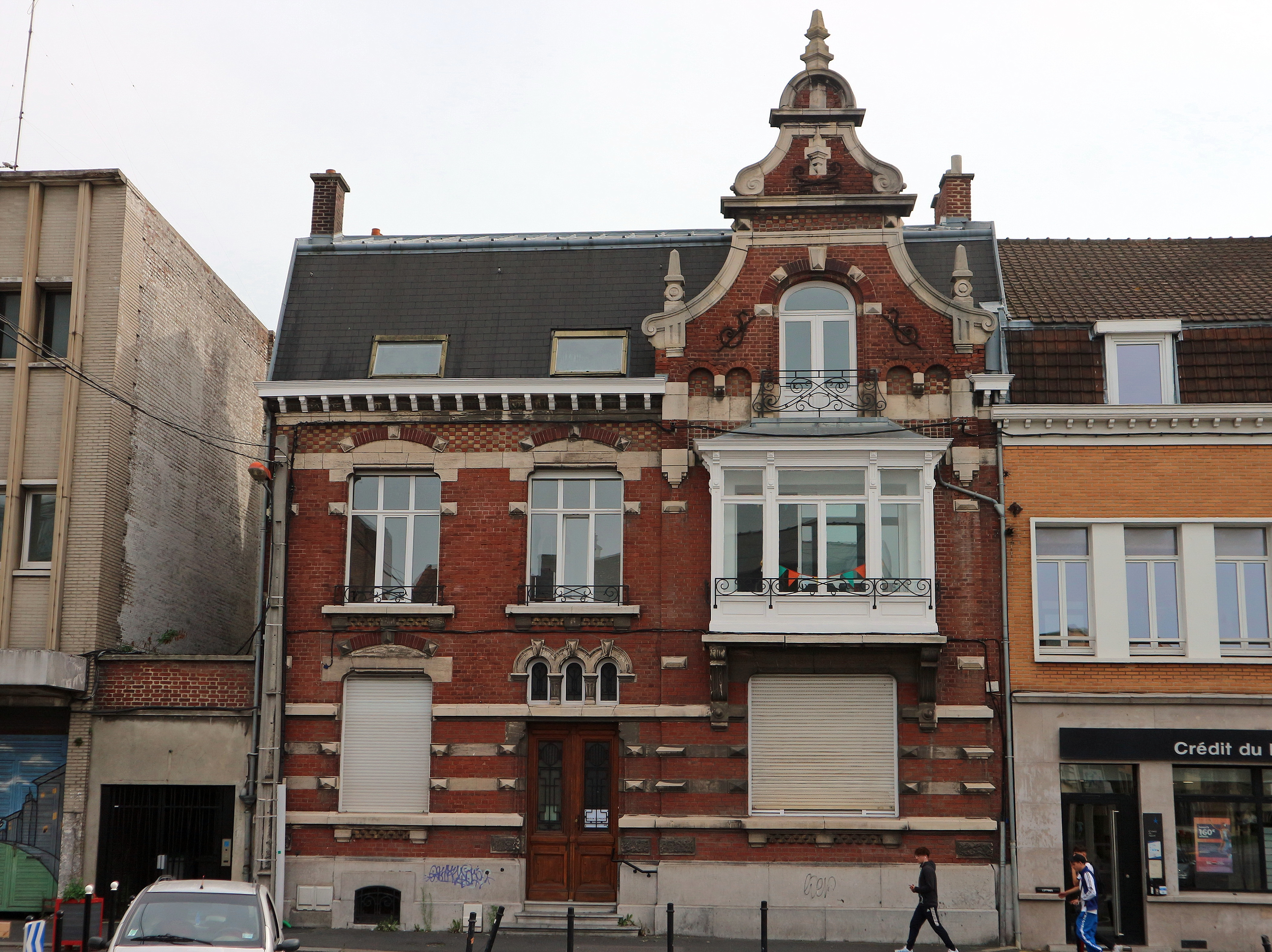
德南镇中心的传统建筑

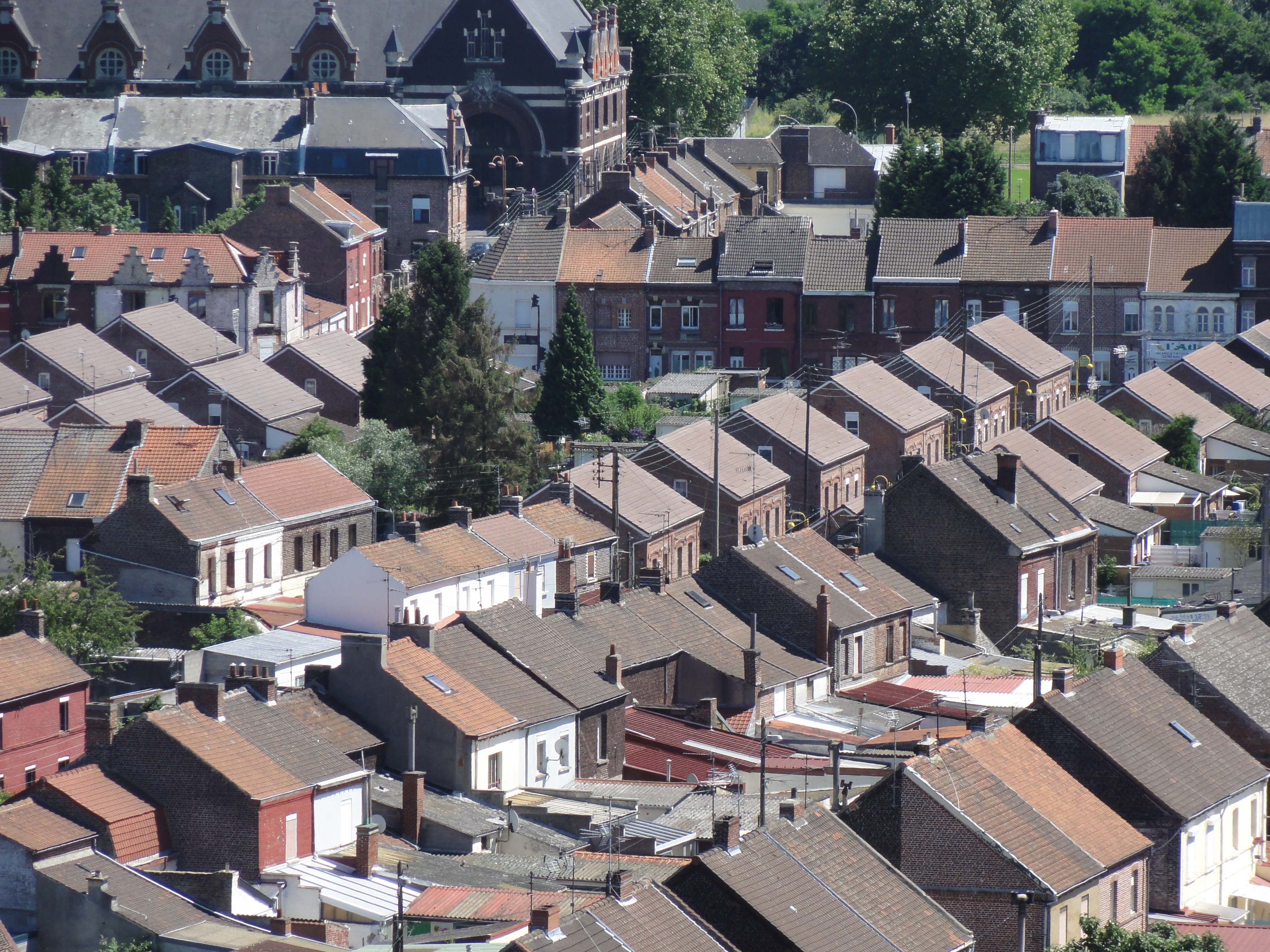
一处矿工居民区

### 教育
德南属于里尔学区。截至2021年1月1日，德南境内共有8所幼儿园、7所小学、4所初级中学、2所普通高中和3所职业高中。2021至2022学年度，德南境内共有在校中等教育阶段学生4,153名。

### 医疗
截至2021年1月1日，德南境内共有全科医生28名、保健师20名、牙医5名、护士44名、耳科医生2名、助产士2名、儿科医生1名和妇科医生2名。境内共有药房9家、养老院1家、残疾人帮扶中心9家。
德南中心医院（Centre Hospitalier de Denain）是法国的一个区域性医疗机构，其主病区位于德南市区，设有床位573个，是当地规模最大的公立综合性医院。

### 住房
2020年，德南境内共有各类住房9,023套，其中79.3%为独立式居民区，20.2%为集中式居民区。常住房屋占德南市镇范围内居民建筑总量的86.5%。
在住房保障政策方面，2022年，德南境内共有3,803户家庭获得了住房经济补助，受益人数占总人口数量的20.3%，其中3,653份为房租补助。

### 商业
2021年，德南境内共有各类实体商铺438家，其中餐厅49家、大型超市4家、杂货店11家、面包房14家、肉铺11家、银行门店9家、美容美发店30家、汽车维修店19家。德南市中心建有一家家乐福大型超市，其附近还有Intersport、Aldi、Kiabi等商场。

### 体育
2021年，德南境内共有1家游泳池、3间体育馆、2座综合体育场、7处网球场、4处足球或橄榄球场以及1处篮球或排球场。
截至2023年11月，德南境内共有四家注册足球俱乐部。埃诺综合体育德南足球俱乐部（Hainaut ASPTT Denain Football，编号561190）是当地的代表性足球队，其主队2023至2024赛季未参加任何联赛。
德南卡伊伏尔泰拉波尔特迪埃诺体育联盟是德南的一家篮球俱乐部，成立于1947年，该俱乐部曾夺得1960年法国男子篮球杯和1965年法国橄榄球甲级联赛冠军，其主队2023至2024赛季参加法国篮球乙级联赛。

### 环境
德南的环境事务由其所属的拉波尔特迪埃诺城市圈公共社区联合各级政府协调负责。2021年，德南境内共有7家污染企业。

### 治安
2021年，德南市镇范围内共有1处派出所。
德南及其附近的共46个市镇是瓦朗谢讷警区（zone police de Valenciennes）的管辖范围。2020年，该警区累计记录各类案件14,465起，其中盗窃类案件6,899起，经济类案件1,459起，毒品交易类案件489起。

## 文化

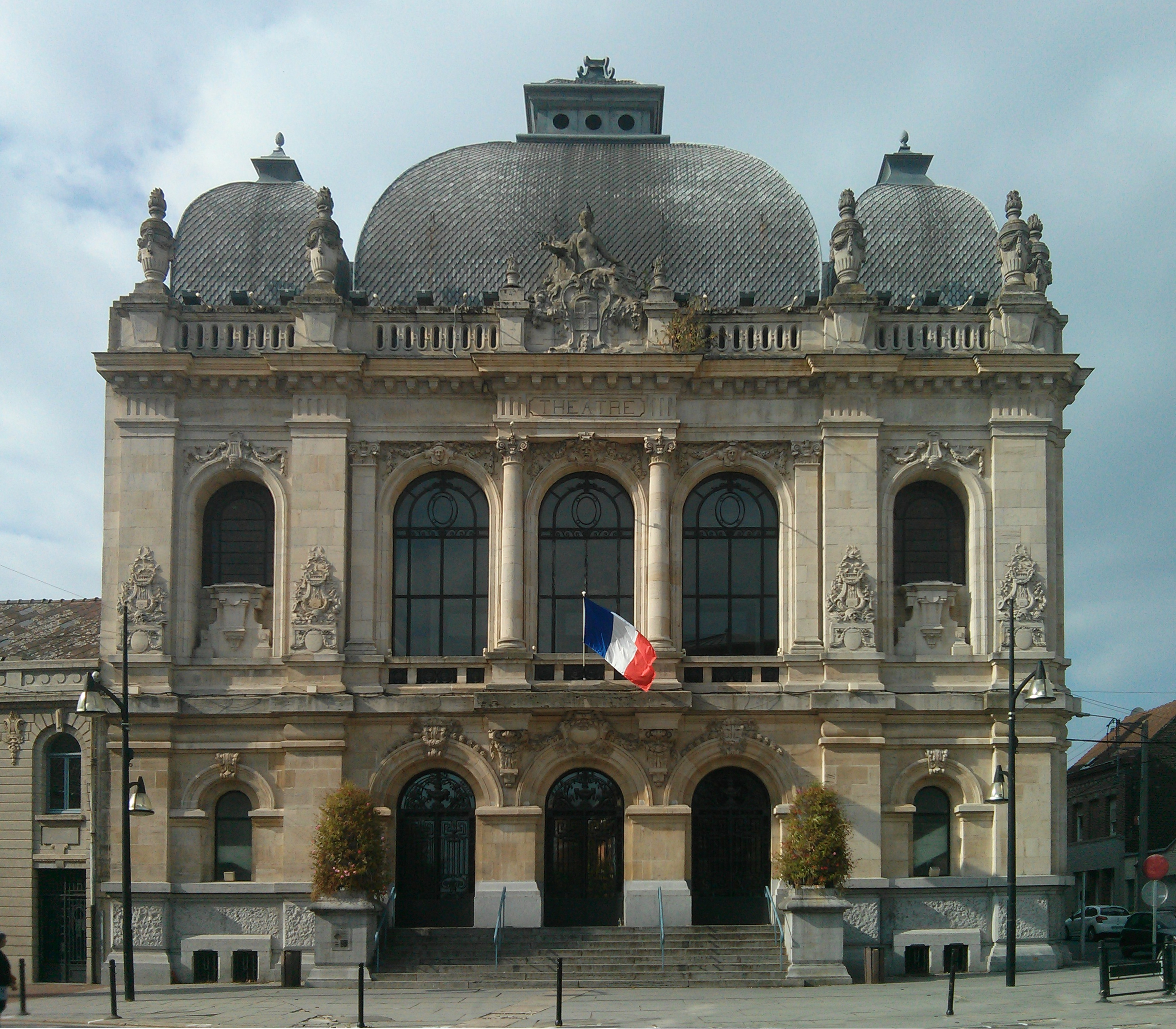
德南市政剧场

2021年，德南境内共有1家剧场和2家博物馆。德南境内建有雅克·普雷韦尔多媒体中心（Médiathèque Jacques-Prévert），每周一至六向公众开放。

### 建筑
德南境内有多处历史建筑，其中德南市政剧场为法国国家文物保护单位，德南博物馆、圣朗弗鲁瓦教堂（Église Sainte-Remfroye de Denain）等亦是当地的代表性建筑物。

### 旅游
德南的旅游事务由其所属的拉波尔特迪埃诺城市圈公共社区负责。2023年，德南境内暂无任何游客接待设施。

### 媒体
法国主要的媒体均可在德南接收，法国电视三台下属的上法兰西大区频道在部分时段播出德南所在诺尔省的地方新闻。《北部之声》、《自由周刊》、蓝色法兰西北部广播等是当地主要的地方性媒体。

## 相关人物
法国画家埃德蒙·迪布朗福、女子田径运动员雅克利娜·马泽亚、游泳运动员法比安·吉洛、马克-安托万·奥利维耶、射击运动员弗兰克·迪穆兰和足球运动员泰迪·舍瓦利耶出生于德南。

## 友好城市
截至2023年11月，德南共与一座城市建立了友好城市关系：
- 比利时 梅泰